# Jean-Michel Rotin
 (juin 2023).
La mise en forme du texte ne suit pas les recommandations de Wikipédia : il faut le « wikifier ».
Les points d'amélioration suivants sont les cas les plus fréquents. Le détail des points à revoir est peut-être précisé sur la page de discussion.
- Les titres sont pré-formatés par le logiciel. Ils ne sont ni en capitales, ni en gras.
- Le texte ne doit pas être écrit en capitales (les noms de famille non plus), ni en gras, ni en italique, ni en « petit »…
- Le gras n'est utilisé que pour surligner le titre de l'article dans l'introduction, une seule fois.
- L'italique est rarement utilisé : mots en langue étrangère, titres d'œuvres, noms de bateaux, etc.
- Les citations ne sont pas en italique mais en corps de texte normal. Elles sont entourées par des guillemets français : « et ».
- Les listes à puces sont à éviter, des paragraphes rédigés étant largement préférés. Les tableaux sont à réserver à la présentation de données structurées (résultats, etc.).
- Les appels de note de bas de page (petits chiffres en exposant, introduits par l'outil «  Source ») sont à placer entre la fin de phrase et le point final[comme ça].
- Les liens internes (vers d'autres articles de Wikipédia) sont à choisir avec parcimonie. Créez des liens vers des articles approfondissant le sujet. Les termes génériques sans rapport avec le sujet sont à éviter, ainsi que les répétitions de liens vers un même terme.
- Les liens externes sont à placer uniquement dans une section « Liens externes », à la fin de l'article. Ces liens sont à choisir avec parcimonie suivant les règles définies. Si un lien sert de source à l'article, son insertion dans le texte est à faire par les notes de bas de page.
- La présentation des références doit suivre les conventions bibliographiques. Il est recommandé d'utiliser les modèles {{Ouvrage}}, {{Chapitre}}, {{Article}}, {{Lien web}} et/ou {{Bibliographie}}. Le mode d'édition visuel peut mettre en forme automatiquement les références.
- Insérer une infobox (cadre d'informations à droite) n'est pas obligatoire pour parachever la mise en page.

Pour une aide détaillée, merci de consulter Aide:Wikification.
Si vous pensez que ces points ont été résolus, vous pouvez retirer ce bandeau et améliorer la mise en forme d'un autre article.
 (septembre 2011).
Si vous disposez d'ouvrages ou d'articles de référence ou si vous connaissez des sites web de qualité traitant du thème abordé ici, merci de compléter l'article en donnant les références utiles à sa vérifiabilité et en les liant à la section « Notes et références ».
Jean-Michel Rotin, né à Pointe-à-Pitre en Guadeloupe le 2 avril 1970, est un chanteur, auteur, compositeur et producteur français. Il est considéré comme l'un des meilleurs talents zouk et l'un des créateurs du zouk R'n'B. 

## Biographie
Né le 2 avril 1970 à Pointe-à-Pitre en Guadeloupe, Jean-Michel Rotin développe sa passion pour la musique en écoutant la radio. De par sa mère, il écoute du jazz et de la biguine comme Ella Fitzgerald et Manuela Pioche avant de découvrir le disco-funk, le jazz-funk et la pop comme Shalamar, Earth, Wind and Fire et Michael Jackson puis les musiques plus traditionnelles des Caraïbes et d'Amérique du Sud.
Sa rencontre avec Thierry Benoît, musicien compositeur et producteur guadeloupéen, lui ouvre les portes de l'industrie. Il fait ses premières armes au sein du groupe Energy, désormais appelé New J, à la fin des années 1980. Sa participation au Grand Méchant Zouk, concert organisé par Kassav pour célébrer la musique antillaise, est remarquée. Après trois albums avec Energy dont il est le lead vocal, il se lance en solo avec l'album Héros en 1994. Soutenu par Jacob Desvarieux, ce projet réunit des musiciens renommés comme Jean-Jacques Milteau, Manu Dibango ou encore Jean-Claude Naimro. Des tenues vestimentaires baggy faisant écho au style New Jack swing (US) de la première moitié des années 1990 pour le clip-vidéo de "Héros" à des tenues ajustées pour un visuel plus sexy dans le clip-vidéo de "Un homme", il commence à définir un zouk love teinté de R&B qui se confirme avec son album suivant. Sorti en 1996, Solo est porté par le tube "Stop!". 
Auteur-compositeur-interprète, Jean-Michel Rotin se lance dans la production sous le label "Stuff Records" cette même année. En 1998, il collabore avec JM Harmony existant depuis 1982 et dévoile le single "Péyi Bondié", une ode aux Antilles qui est un nouveau succès.
Son troisième album studio, "Nation", sort en 2003. C'est l'occasion pour lui d'exprimer une liberté artistique évoquée régulièrement dans des interviews où il affirme son refus de mettre une étiquette sur sa musique. Entre créole et anglais, il continue à mélanger les styles. Déçu par l'industrie française du disque,, il part s'installer à Londres au milieu des années 2000 où il vit encore aujourd'hui. Discret dans les médias, il célèbre ses 20 ans de carrière avec un concert live au Bataclan à Paris le 10 avril 2009. Cette année-là, il sort également l'album best-of Créolector qui réunit ses tubes en solo et ses titres à succès avec le groupe Energy.  
En 2013, il propose une nouvelle compilation Une histoire de musique : History Groov qui permet d'écouter intégralement son parcours depuis ses débuts.
2016 : il réalisera plusieurs compositions sur le documentaire de Harry Roselmak.
Diverses synchronisation de son célèbre classique "lè ou lov", sur des longs métrages..
Alors qu'il continue ses expérimentations musicales comme avec OMAR sur "Destiny" (2016) ou Mike Clinton sur "Blackstamp" (2018), il travaille également sur un nouvel album. Le 30 août 2019, il fête ses 30 ans de carrière avec un concert en Guadeloupe.
Depuis le COVID, Jean Michel Rotin qui vivait à Londres depuis de très nombreuses années est rentré au pays, chez lui en Guadeloupe. Le 7 juillet 2022, alors qu'il devait se produire en Martinique avec Dominik Coco, il est hospitalisé au Centre hospitalier universitaire de Pointe-à-Pitre pour différentes pathologies cardio-respiratoires à la suite d'une infection à la Covid 19.
En 2024, Il apparaît dans la série W.I.S.H (West Indies studio history) réalisée par Julien Dalle (d).
Il se produit régulièrement en live, avec une multitude de concerts à guichets fermés, aux Antilles...
2025 un nouvel album et une tournée mondiale....arrive !

## Discographie
- Energy (1), Liso music, 1989
- Energy (2), Lliso music, 1990
- Energy (3), Liso music, 1992
- Héros, Sonodisc, 1994
- Solo, Sonodisc, 1996
- Preview, Granier music, 1998
- Nation, Section Zouk, 2003
- Créolector, Pagnaz Records Ltd, Dune Production, JP Groove, Funboy, 2009
- Intégrale, Dune Production, 2010
- Une histoire de musique BEST-OF Intégral, Pagnaz Records Ltd / Couleurs Music Publishing), 2013
- Single "groov" (Pagnaz records / Couleurs Music Publishing).
- BlackStamp (feat Mike CLINTON) , Black Stamp Music, 2018

### Singles
- Vicious, Jam Xperience, 2018
- Take me with you, de Staniski et DJ Fano (feat Lorenz), 2022

### Albums et singles collaboratifs
- Image, Liso music, 1989 (feat. Jean-Jacques Gaston (ht))
- And i love her, Granier Music, 1997 (feat. Dany Haseltine, dans l'album hommage aux Beatles de JM Harmony[6])
- Péyi Bondié, Granier Music, 1998 (feat. JM Harmony dans l'album "Iles le fallait, 1998)
- Sale affaire, Case Depart, Creon music, 2005 (dans l'album de Unis-sons (Collectif d'artistes pour la prévention du SIDA)
- Begui begui Bang, Cysta Management, 2006 (chanson reprise d'Eugène Mona dans l'album Léritaj Mona
- If you come, Chaye Records, 2006(feat. Chyco Simeon dans l'album Roots Mwen)
- Newjy ( 4e  Energy), Newjy art, 2006
- Tourbillon, Dj Mike/NOSTRATEGY, 2008 (Feat. DJ Mike dans la compilation Tropical Zouk Mix)
- Maryjan, Elèctrica Prod, 2010 (feat. Jean-Jacques Gaston)
- Destiny, Freestyle Records, 2016 (feat OMAR dans l'album Love In Beats)
- 2024 History Groov coffret 79 titres ( Pagnaz Records/ Couleurs Music Publishing) physique et digital.

### Vidéographie
- Live au Bataclan (DVD), Pagnaz Records Ltd, 2010.
- Clip "Groov""  (Pagnaz Music / Couleurs Music Publishing) 2013.
- Clip "   Valerie Tribord / Jean Michel Rotin 2022.

## Spectacles musicaux
- 1993 : Fatalita de Pascal Vallot[7]

## Reprises
2022 Thomas Ngijol reprendra "lè ou lov", dans son émission sur Canal +.